# Сорати (река)
Сорати (яп. 空知川 сорати-гава) — река в Японии, в центральной части острова Хоккайдо, крупнейший приток крупнейшей реки острова — Исикари. Длина реки составляет 194,5 км, территория её бассейна — 2618 км². Согласно японской классификации, Сорати является рекой первого класса.
Название реки происходит от айнского «Сорапути-бецу».
Исток реки находится под горой Ками-Хокораметтоку или Уэ-Хокораметтоку (к югу от горы Токати-даке), в верховьях река называется Сисорапути (シーソラプチ川). Она течёт по крутым ущельям, после чего сливается с рекой Руомансорапути (ルーオマンソラプチ川), меняя название на Сорати. Иногда считается, что Сорати начинается от слияния Сисорапути и Руомансорапути. Чуть ниже, в посёлке Минамифурано, реку перегораживает плотина Канаяма (金山ダム), образующая одноимённое водохранилище. Далее Сорати течёт на север через впадину Фурано и лежащий в ней одноимённый город, где в неё впадают Нунобе (布部川) и Фурано (富良野川). Ниже река снова течёт через горы в городе Асибецу, где её перегораживают плотины Такисато (滝里ダム), Ноканан (野花南ダム) и Асибецу (芦別ダム), после чего она впадает в реку Исикари в городе Такикава.
Уклон реки в верховьях составляет около 1/200, в среднем течении — 1/200-1/500, в низовьях — 1/500-1/800. Годичная норма осадков в районе реки составляет около 1140 мм (в горах Юбари доходит до 1700 мм). Около 85 % бассейна реки занимает природная растительность, около 14 % — сельскохозяйственные земли, около 1 % застроено.
В районе реки проложены железнодорожные линия Хакодате, линия Немуро и линия Фурано, а также дороги национального значения № 12, № 38, № 237 и № 452.
С конца XIX века во впадине Фурано выращивают рис. Кроме риса сажают также арбузы, тыкву, кукурузу, дыню и лук
В городе Акабира начинается водовод Хоккайкансэнёсуйро (北海幹線用水路, «Главный ирригационный канал Хоккай») длиной в 80 км, снабжающий водой рисоводческие районы восточнее Исикари.